# Sabine Günther
Pour les articles homonymes, voir Rieger.
Sabine Günther, née Rieger le 6 novembre 1963 à Iéna, est une ancienne athlète est-allemande spécialiste du sprint court.
Elle fit partie des équipes de relais 4 × 100 m qui dominèrent la discipline durant les années 1980, obtenant ainsi trois titres européens consécutifs. Avec ses compatriotes Silke Gladisch, Marlies Göhr et Ingrid Auerswald, elle détient encore le record du monde du relais 4 × 100 m en 41 s 37, réalisé le 6 octobre 1985 à Canberra. Depuis la révélation des programmes de dopage d’État de la Stasi en Allemagne de l'Est, cette performance fait l'objet de nombreuses suspicions.

## Palmarès

### Championnats d'Europe d'athlétisme
- Championnats d'Europe d'athlétisme de 1982 à Athènes ( Grèce)
  -  Médaille de bronze sur 200 m
  -  Médaille d'or en relais 4 × 100 m
- Championnats d'Europe d'athlétisme de 1986 à Stuttgart ( Allemagne de l'Ouest)
  - 7e sur 200 m
  -  Médaille d'or en relais 4 × 100 m
- Championnats d'Europe d'athlétisme de 1990 à Split ( Yougoslavie)
  - 7e sur 200 m
  -  Médaille d'or en relais 4 × 100 m

### Championnats d'Europe d'athlétisme juniors
- Championnats d'Europe d'athlétisme juniors de 1981 à Utrecht ( Pays-Bas)
  -  Médaille d'or sur 200 m